# Terapia Nacional
Terapia Nacional fue un grupo español de música pop que editó tres discos entre 1991 y 1994. Tuvo gran repercusión en España y México entre el público adolescente y dejaron importantes éxitos como ¿Qué quieres ser? o Por verte feliz.

## Historia
La banda se creó en Salamanca en 1988, cuando un grupo de amigos empiezan a hacer canciones y a grabar maquetas. Graban un primer single promocional con dos canciones La Playa y Vestida de negro con la que empiezan a tener éxito en su ciudad. Aprovechan un concierto de Modestia Aparte en las fiesta de San Juan de Sahagún, en 1990, para regalarles ese single, que se lo enseñan a su discográfica Salamandra Discos y rápidamente los fichan. 
En 1991 publican Loco por ti, su álbum debut y su single Loco por ti empieza a sonar en Los 40 principales y en el programa La Quinta Marcha de Telecinco y se convierte en una de las bandas más exitosas de ese año, sobre todo entre el público adolescente. Su segundo single ¿Qué quieres ser? fue su mayor éxito y les lleva a realizar una gira de más de 50 conciertos por todo el país. De este disco se vendieron 60.000 copias. Este álbum fue lanzado en México en el sello discográfico de Televisa, donde el grupo estuvo de gira promocional por México DF, Guadalajara y Monterrey en enero de 1992. 
En 1992 publican Por verte feliz y confirman su éxito con canciones como la que da título al disco, que es número 1 de Los 40 principales el 1 de agosto de ese año. 
En 1993 publican Cuestión de Tiempo, su último disco que, aunque vendió menos copias, la banda realiza una larga gira de conciertos. 
Superados por la presión del éxito y el intenso ritmo de trabajo, deciden rechazar una millonaria oferta de la discográfica Emi y tomarse un descanso que resultaría definitivo. Su último concierto lo realizaron en 1994,en la Plaza Mayor de Salamanca, ante 20.000 personas a modo de despedida.

## Componentes
- Alfonso Gallego: voz.
- Hugo Garcia Bernalt: bajo.
- Juanes Sevillano: guitarra.
- Josué Arias: teclados.
- Javier Arnés: guitarra.
- Chuchi Sánchez: batería.

## Discografía

### 1991 "Loco por ti"
- Loco Por Ti
- Mi Ciudad
- Necesitas Más
- Otra Oportunidad
- Amor Helado
- Qué Quieres Ser
- Un Angel
- Niñas De Discoteca
- Somos Tus Amigos
- Piel Morena
- Sufriré

### 1992 "Por verte feliz"
- Por Verte Feliz
- Llevo Tu Nombre (Escrito En mi Corazón)
- Volverás Mañana
- Ven A Mi Fiesta
- Sería Capaz
- Mi Chica Ideal
- Mírame A Los Ojos
- Primer Amor
- Y Tú Mi Mujer
- Cuéntame

### 1993 "Cuestión de tiempo"
- Traicionera
- Me Escape De Tu Reino
- Veo Venir La Tormenta
- Viviendo De Noche
- Noches De Verano
- Perdona Si Te Falle
- Esto Es El Final
- Divina
- Cuestión De Tiempo
- Noche Pasada
- Nuestra Forma De Vivir
- Quiero Creer

## Actualidad
En la actualidad, el único que sigue ligado a la música de forma profesional es Josué Arias, que tiene un estudio en Argentina y produce música para publicidad y televisión. Chuchi trabaja en la industria musical, en trabajos de promoción. Como afición, Hugo Garcia Bernalt, que tiene una banda de hard rock llamada Bernalt Way y Javier Arnés toca la guitarra en una banda de versiones. Juanes Sevillano trabajó unos años como A&R en Warner Music, Sony Music y BMG Ariola, y Alfonso Gallego como abogado en Pfizer, donde actúa como director legal.